# David Väyrynen
David Andreas Väyrynen, född 18 september 1983, är en svensk poet. 
Väyrynen växte upp i Hakkas i Gällivare kommun. Han har studerat litteraturvetenskap vid Umeå universitet och gått en skrivarkurs på Skurups folkhögskola. Han återflyttade till Gällivare 2011 och är verksam som kulturskolelärare.
Väyrynen debuterade som poet 2017 med det prosalyriska verket Marken, vilket handlar om Malmfälten.
Väyrynen fick Rubus arcticus av Region Norrbotten 2017, NSD:s kulturpris 2017 och var en av fem nominerade till Borås tidnings debutantpris 2017. Han mottog 2018 Samfundet De Nios Julpris. 2019 tilldelades han Birger Norman-priset.